# Пеньковский, Лев Минаевич
Лев Минаевич Пеньковский (31 января [12 февраля] 1894, Кременчуг, Полтавская губерния — 26 июля 1971, Москва) — русский советский поэт, переводчик.

## Биография
Родился в еврейской семье в Кременчуге. Там же окончил реальное училище. Служил в банке в Харькове, где в 1918 году вышел его единственный поэтический сборник «В саду души». Стихотворение «Мы только знакомы» («Спокойно и просто мы встретились с вами...») из этого сборника стало популярным романсом (музыка Бориса Прозоровского). Был близок к акмеистам.
Переводил на русский язык народные эпосы Средней Азии, произведения советских поэтов Грузии, Армении, Узбекистана; европейских поэтов — Г. Гейне, И. В. Гёте, С. Бранта, П. Ж. Беранже, В. Гюго, Ш. Леконта де Лиля. В конце жизни обратился к творчеству еврейского поэта средневековой Испании Иехуды Галеви; эта работа, завершённая в 1968 году, увидела свет в 1976 году в Израиле.
Похоронен на Донском кладбище (уч. 1), родственное захоронение.

## Семья
- Жена — Анна Моисеевна Пеньковская (1898—1957).
  - Дочь — Ирина Львовна Адамова (урождённая Пеньковская, 1924—2020), была замужем за писателем Аркадием Адамовым.
- Брат и сестра — Борис Минаевич Пеньковский (1897—1944) и Ева Минаевна Вольвовская (1887—1966).
- Племянник — Александр Борисович Пеньковский, филолог-пушкинист.

## Награды
- Орден «Знак Почёта» (31 января 1939)[7].